# OS娘

一群OS娘；左（順時針方向）：Windows 98SE（盒中）、Windows 95、Symantec Antivirus（男）、Windows 2000（前面）、Windows Server 2003（被貓咬着）、Windows 98（仰頭）、Windows XP（被掀裙子），右：Windows 3.1、Windows CE（小仙女）、Windows ME（懸浮女僕）

OS娘（OSたん，亦有OS Girls、OS少女等稱呼），是一個在日本討論區雙葉頻道（Futaba Channel）的網絡虚拟形象。OS娘是日本漫畫愛好者對目前的電腦作業系統擬人化後的產物，其對象主要為Windows作業系統。每位OS娘的出場是眾位漫畫愛好者由于一致的想法創造出來的。
作業系統通常被畫成女性角色，而Windows作業系統則通常以姐妹的身份出場，儘管她們看起來有時年紀相差很大。
由於OS娘相當受歡迎，微軟新加坡分部和台灣分部曾分別借用OS娘的概念來推廣Internet Explorer及Microsoft Silverlight。

## 歷史
OS娘的概念據說是自對於不穩定而經常當機的Windows ME的擬人化人物開始的。在雙葉頻道的討論中，常将Windows ME比喻為因为一成不變且浮躁而帶來麻煩的女孩。第一個OS娘——ME娘在2003年8月6日隨同其他角色一同聞世。
隨後專門收集OS娘繪圖的網站隨之而誕生，同時被其他網站的讀者翻譯成英文發放。這些網站保留大量線稿原圖，並歡迎其他新進的作品。
隨後Mac OS X、Linux和Linspire（前身是Lindows）的擬人化人物相繼在互联网上出現，同時非作業系統的程式與硬體亦以男性擬人化角色出現。這個系列的電腦壁紙（桌布）在1998年8月到1999年3月之間發表。

## 相關資料和小笑話
以下有一些從作業系統的運作情況作實體化處境翻譯的相關資料和小笑話：

### 蔥
通常Windows系列的OS娘都會攜帶蔥。這在日文是一個雙關語：一個防火牆軟體NEGiES的日語發音與蔥（Negi）接近。故OS娘會攜帶大蔥作為堅盾和武器。從事電腦行業的人的比喻是，就如你的屋有很多門供任何人或物出入（上網），防火牆就是封閉用戶不用的門。

### 胸圍、食慾與記憶體
不時有人建議個別OS娘的胸圍應該由他們所需要的記憶體大小來決定。由於Windows XP增加了對記憶體的消耗被人認為是貪得無厭的餓鬼，XP娘不善於捐助他人，同時她經常為「升級」而不安。2000娘緊接XP娘其後。反之，DOS遠遠躲在她們的影子後。
對於OS娘的胸圍的另一說法是由各人的GUI花俏程度來決定。鑒於XP被設計成十分華麗的GUI，故有最大的胸圍。而DOS則通常只有命令行界面，故又稱為另一個極端。
顯示記憶體或者系統要求通常作為角色的食慾量，由於XP高硬體要求，故XP娘經常吃下大量的食物。
從事電腦行業的人的比喻是——空間。好比XP娘要住很大的屋子，而DOS住的屋子比較小。

### 反對Netrunner的運動
日本電腦月刊Netrunner曾在一期中介紹了一張名為「Berry」並得到很高瀏覽量的圖片。「Berry」引起瀏覽雙葉頻道的浪潮，同樣也有很多無經驗的會員並不知道雙葉頻道的規則和禮儀。儘管這已經引起麻煩，但還沒有激化與原雙葉頻道的矛盾。
然而到Netrunner2004年四月刊附送卡，描繪許多出自雙葉頻道包括ME娘在內的原創OS娘角色，但是這種行為並沒有得到ME娘原作者的同意。隨即許多人對Netrunner反感，而ME娘原作者宣佈禁止授權於任何與Netrunner相關的人員。
部分雙葉頻道會員採取更加激進的行動，製作一系列廣告條和圖像宣告雙葉頻道並不歡迎Netrunner相關的人員。同時部分OS娘身上也有類似標誌。
在其中一部OS娘漫畫中，2000娘和XP娘分別進入Netoran（與Netrunner對應動詞讀音相似）的辦公室拯救被誘拐的ME娘，但只見ME娘早用叫做「B. 盖茨」（比尔·盖茨的隱晦名，2000娘和XP娘均認為「B. 蓋茲」為他們的「父親」）的小刀把那裏的一切人殺死。

### 雙葉頻道與Deja vu爭執
Deja Vu繪畫工作室是日本的一個同人团体，發佈了名為「共享DA」（共有フォルＤＡ！）的同人誌。然而這在雙葉頻道引起新一輪衝突。衝突主要有：
1. Deja Vu的漫畫採用了他自己設計的NT娘（Windows NT 4.0 SP6）取代原有雙葉頻道的設計。
  - 雙葉頻道會員認為這對OS娘原創作者群是無禮的，因此稱Deja Vu「盜用」雙葉頻道的OS娘。
  - Deja Vu認為自身有權利創作新角色。
2. Deja Vu在公開發行一本包括2000娘的漫畫中增加「©Deja vu」標誌。
  - 雙葉頻道會員認為版權標誌表明Deja Vu無視OS娘原創作者群，並試圖取得OS娘原創作者地位，故意使公眾誤解。雙葉頻道會員已經展示在Internet上的屏幕截圖，證明受誤解的狀況。
  - Deja Vu認為此事件僅是人為疏忽。
3. 一張XP娘的Cosplay照片（Deja Vu會員MALINO）發佈在雙葉頻道上，但製作此服裝的裁縫店只允許將此照片發表在相關的Cosplay網站
  - 雙葉頻道會員認為Deja Vu發放這些照片，破壞同意授權的協定。
  - Deja Vu認為只是發佈在相關的CosPlay網站，但瞬即其他人為了侮辱雙葉頻道轉貼在該地。
    - 其後，雙葉頻道會員發現隱藏在照片背景的連接聲明被移除。
      - 雙葉頻道會員認為這證明Deja Vu確實破壞同意授權的協定。
      - Deja Vu認為只是發放此照片的會員為了評估雙葉頻道會員的點擊率，而無意思破壞同意授權的協定。其後已經刪除雙葉頻道會員提到的連接。
4. 在Deja Vu的網頁上，某人同意他的OS娘漫畫給予Netrunner發行，但在爭論開始後該人宣稱Netrunner發行的漫畫沒有得到授權。
  - 雙葉頻道會員認為這表明Deja Vu與Netrunner合作。
  - Deja Vu認為修改網頁僅僅是反映事實。

這場爭執似乎沒有得到解決的跡象，或者至少意味雙方無意解決此問題。在雙葉頻道會員立場上，Deja Vu同Netrunner一同視為敵人。而Deja Vu也繼續發表他們的漫畫，其他人則保持中立（包括ME娘和XP娘的原創群）或者無視這場爭執。

## 相關作品
- Windows娘

### 動畫
- OS娘flash
  - Troubled Windows（页面存档备份，存于）
  - とらぶるうぃんどうず（页面存档备份，存于）
- http://www.youtube.com/watch?v=luVODZZ6pk4（页面存档备份，存于） (Windows 7宣傳動畫)

### 漫畫
- 《正確嗎？OS的使用方法》
- 《電撃PC [超解]Windows7たん》
- OS-tan Comics!

### 小說
- OS娘故事接龍倉庫區

## 外部連結
- 雙葉頻道 Futaba Channel（页面存档备份，存于）（日語）

非日本IP位址的會員不能發表回覆，但可以閱讀相關發言。
- OS-Tan Collections Wiki（页面存档备份，存于）